# ウルトライダー
『ウルトライダー』は、PENICILLINの14枚目のシングル。

## 概要
「理想の舌」から、3か月ぶりのシングル。シングル「Japanese Industrial Students」と同時発売。
日本テレビ系アニメ『金田一少年の事件簿』のエンディングテーマ。

## 収録曲
1. ウルトライダー
作詞：HAKUEI / 作曲：PENICILLIN / 編曲：PENICILLIN & YASUYUKI HONDA
2. 理想の舌? -Tongue my love Mix-
作詞：HAKUEI / 作曲：PENICILLIN、Remix:HAL-Oh TOGASHI
13枚目のシングルのリミックス。
3. ウルトライダー (NO VOCAL EDITION)